# Carlotta Bonaparte
Carlotta Filistina Bonaparte (Saint-Maximin-la-Sainte-Baume, 13 maggio 1795 – Roma, 6 marzo 1865) è stata una nobildonna francese, primogenita di Luciano Bonaparte, Principe di Canino e di Musignano e fratello di Napoleone, e della francese Christine Boyer.

## Biografia
Nata in Provenza, terra di origine della madre, Carlotta trascorse i primi anni dell'infanzia a Parigi (1795-1800 e 1802-1804), a Madrid (1800-1802), dove il padre era stato nominato ambasciatore dal fratello Napoleone, e dal 1804 in Italia, a Roma e in Maremma.
In seguito all'invito di Napoleone, nel 1810 si trasferì di nuovo a Parigi, dove soggiornò alla corte imperiale. Lo zio imperatore auspicava per la nipote, che molto amava e che chiamava affettuosamente "Lolotte", un matrimonio politico: tuttavia Carlotta, insofferente della vita di corte, rifiutò vari pretendenti, tra cui Ferdinando di Borbone Principe delle Asturie (futuro Re di Spagna con il nome di Ferdinando VII), e Ferdinando d'Asburgo-Lorena Granduca di Würzburg (già Granduca di Toscana con il nome di Ferdinando III). Finalmente, nonostante le resistenze dello zio, Carlotta chiese e ottenne di ritornare in Italia e alla vita maremmana che tanto amava.
A Roma, il 27 dicembre 1815, si unì in matrimonio con Mario Gabrielli principe di Prossedi (Roma, 1773 – Roma, 1841), con gran disappunto dello zio dello sposo, il cardinale Giulio Gabrielli il Giovane, già Segretario di Stato di Pio VII, che era stato oggetto della persecuzione napoleonica.

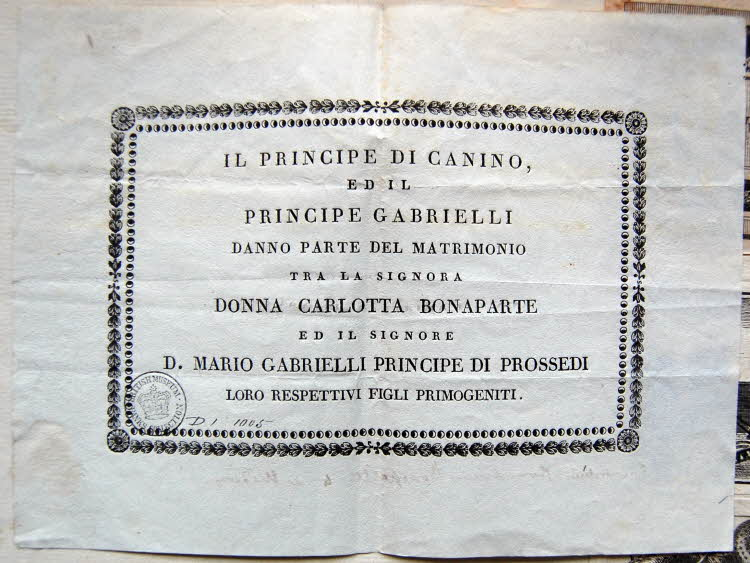
Faire-part per le nozze tra Carlotta Bonaparte e Mario Gabrielli (27 dicembre 1815), conservato al British Museum

La coppia si stabilì a Roma a Palazzo Gabrielli (anche noto come Palazzo di Monte Giordano o Palazzo Taverna), disponendo inoltre della Villa Gabrielli al Gianicolo, della Villa Gabrielli a Marino, dei feudi laziali dei Gabrielli (Prossedi, Roccasecca e Pisterzo), e dei feudi maremmani dei Bonaparte (Canino e Musignano). L'unione fu allietata dalla nascita di 8 figli, tra cui Placido Gabrielli che nel 1856 sposò alle Tuileries, ospite di Napoleone III, la cugina Augusta Bonaparte, figlia di Carlo Luciano Bonaparte (1803 – 1857) e della di lui cugina Zenaide Letizia Bonaparte (1801 – 1854), Infanta di Spagna in quanto figlia di Giuseppe Bonaparte, Re di Napoli ed in seguito Re di Spagna.
Rimasta vedova nel 1841, Carlotta si risposò l'anno successivo col cavalier Settimio Centamori, nobile di Trevi (1812 – 1889), dal quale non ebbe figli.
Donna intelligente e colta, dotata di un carattere dolce e sensibile, Carlotta animò negli anni 1820 – 1840, presso la sua villa al Gianicolo, un salotto frequentato da artisti ed intellettuali. Di lei ci restano due ritratti notevoli, uno di Jean-Baptiste Wicar (1815), oggi al Museo napoleonico di Roma, che la rappresenta in abito da contadina nella campagna di Canino, e uno di Jean-Pierre Granger (1808), oggi al Musée national du Château et des Trianons di Versailles, che la ritrae secondo la tipica moda dello "Stile Impero".
È sepolta nella cappella Gabrielli della basilica di Santa Maria sopra Minerva a Roma.

## Discendenza
Dal suo primo marito, Mario Gabrielli, principe di Prossedi, ebbe otto figli:
- Letizia Gabrielli (1817 - 1827).
- Cristina Gabrielli (1821 - 1898), sposò il marchese Antonio Stefanoni (1819–1883), con discendenza.
- Lavinia Gabrielli (1822–1888), sposò il conte Ildefonso Aventi (1802–1857), con discendenza.
- Angelo Gabrielli (1824–1826).
- Camilla Gabrielli (1828–1829).
- Emilia Gabrielli (1830–1911), sposò il conte Giuseppe Parisani (1823–1887), con discendenza, tra cui il pittore Napoleone Parisani.
- Placido Gabrielli (1832-1911), sposò sua cugina Augusta Bonaparte (1836-1900), figlia di Carlo Luciano e Zenaide Bonaparte, senza discendenza.
- Francesca Gabrielli (1837–1860), sposò il conte Cesare Parisani (1828–1904), con discendenza.

## Ascendenza
|                        |   |                            | Genitori |  |  | Nonni |  |  | Bisnonni                  |  |  | Trisnonni                    |  |
|                        |   |                            |          |  |  |       |  |  | Giuseppe Maria Buonaparte |  |  | Sebastiano Nicola Buonaparte |  |
|                        |   |                            |          |  |  |       |  |  | Giuseppe Maria Buonaparte |  |  | Sebastiano Nicola Buonaparte |  |
|                        |   | Angela Maria Tusoli        |          |  |  |       |  |  | Giuseppe Maria Buonaparte |  |  |                              |  |
| Carlo Maria Buonaparte |   |                            |          |  |  |       |  |  | Giuseppe Maria Buonaparte |  |  |                              |  |
|                        |   | Maria Saveria Paravicini   | …        |  |  |       |  |  |                           |  |  |                              |  |
|                        |   | Maria Saveria Paravicini   | …        |  |  |       |  |  |                           |  |  |                              |  |
|                        |   | Maria Saveria Paravicini   | …        |  |  |       |  |  |                           |  |  |                              |  |
| Luciano Bonaparte      |   | Maria Saveria Paravicini   |          |  |  |       |  |  |                           |  |  |                              |  |
|                        |   | Giovanni Gerolamo Ramolino | …        |  |  |       |  |  |                           |  |  |                              |  |
|                        |   | Giovanni Gerolamo Ramolino | …        |  |  |       |  |  |                           |  |  |                              |  |
|                        |   | Giovanni Gerolamo Ramolino | …        |  |  |       |  |  |                           |  |  |                              |  |
| Maria Letizia Ramolino |   | Giovanni Gerolamo Ramolino |          |  |  |       |  |  |                           |  |  |                              |  |
|                        |   | Angela Maria Pietrasanta   | …        |  |  |       |  |  |                           |  |  |                              |  |
|                        |   | Angela Maria Pietrasanta   | …        |  |  |       |  |  |                           |  |  |                              |  |
|                        |   | Angela Maria Pietrasanta   | …        |  |  |       |  |  |                           |  |  |                              |  |
| Carlotta Bonaparte     |   | Angela Maria Pietrasanta   |          |  |  |       |  |  |                           |  |  |                              |  |
|                        | … | …                          |          |  |  |       |  |  |                           |  |  |                              |  |
|                        | … | …                          |          |  |  |       |  |  |                           |  |  |                              |  |
|                        | … | …                          |          |  |  |       |  |  |                           |  |  |                              |  |
| …                      | … |                            |          |  |  |       |  |  |                           |  |  |                              |  |
|                        |   | …                          | …        |  |  |       |  |  |                           |  |  |                              |  |
|                        |   | …                          | …        |  |  |       |  |  |                           |  |  |                              |  |
|                        |   | …                          | …        |  |  |       |  |  |                           |  |  |                              |  |
| Cristina Boyer         |   | …                          |          |  |  |       |  |  |                           |  |  |                              |  |
|                        |   | …                          | …        |  |  |       |  |  |                           |  |  |                              |  |
|                        |   | …                          | …        |  |  |       |  |  |                           |  |  |                              |  |
|                        |   | …                          | …        |  |  |       |  |  |                           |  |  |                              |  |
| …                      |   | …                          |          |  |  |       |  |  |                           |  |  |                              |  |
|                        |   | …                          | …        |  |  |       |  |  |                           |  |  |                              |  |
|                        |   | …                          | …        |  |  |       |  |  |                           |  |  |                              |  |
|                        |   | …                          | …        |  |  |       |  |  |                           |  |  |                              |  |
|                        |   | …                          |          |  |  |       |  |  |                           |  |  |                              |  |